# Hagenburg

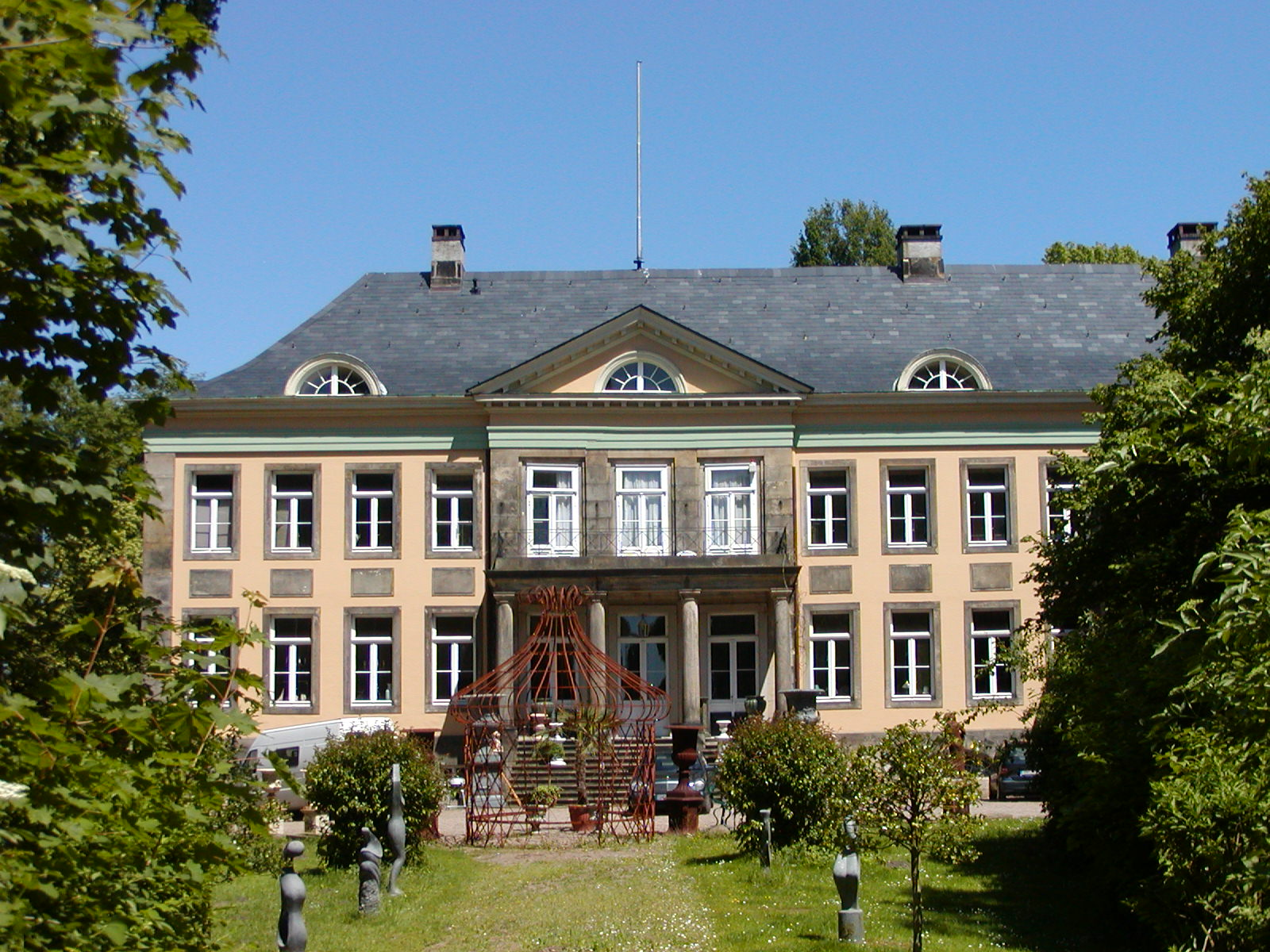
Schloss Hagenburg

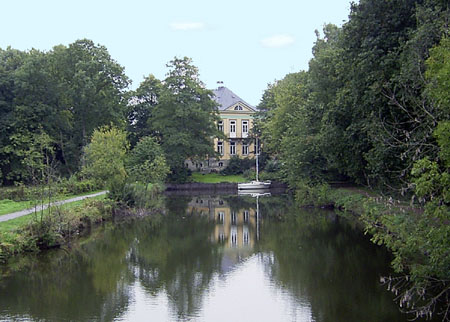
Das Schloss am Kanal

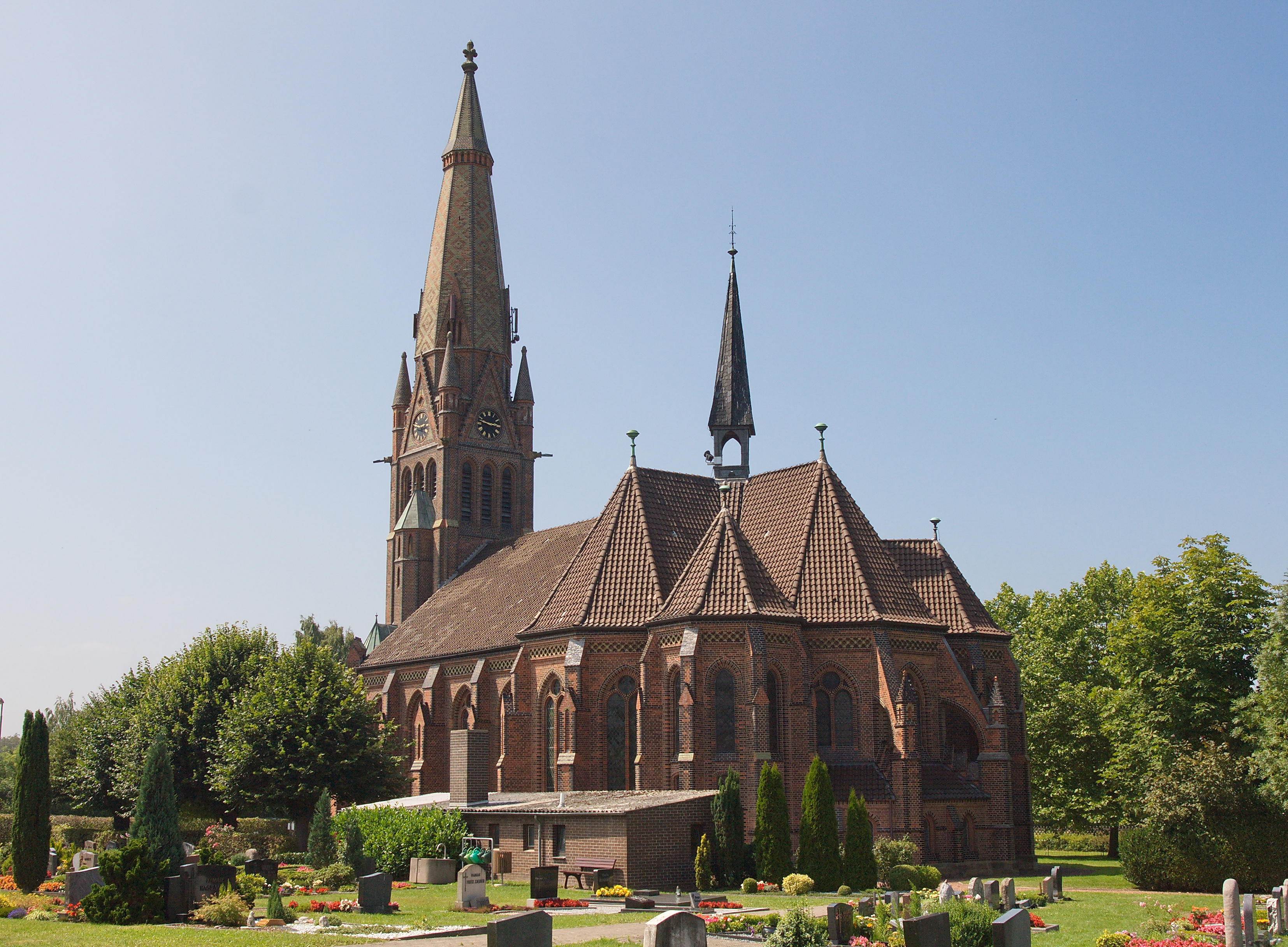
St.-Nicolai-Kirche

Hagenburg ist ein Flecken im Nordosten des Landkreises Schaumburg in Niedersachsen, der zur Samtgemeinde Sachsenhagen gehört. Er liegt im Naturpark Steinhuder Meer.

## Geographie
Hagenburg liegt am Südufer des Steinhuder Meeres, zwischen den Rehburger Bergen und dem Neustädter Moor, westlich von Steinhude und nördlich von Sachsenhagen. Die Bundesstraße 441 führt durch den Ort.
1970 entstand der „Flecken Hagenburg“ im Vorgriff auf die landesweite Gebiets- und Verwaltungsreform aus den beiden bis dahin selbstständigen Gemeinden Hagenburg und Altenhagen. Die entsprechende Verordnung, die der niedersächsische Innenminister 1969 unterschrieb, enthält den Satz: „Ortsteile werden nicht gebildet.“ 1974 wurde Hagenburg Mitgliedsgemeinde der Samtgemeinde Sachsenhagen.

## Geschichte
Die Gegend um das Steinhuder Meer war schon in vorgeschichtlicher Zeit besiedelt. 1247 wurde das Hagenhufendorf Altenhagen „Oldenhagen“ erstmals in einer Urkunde erwähnt. Wegen dieses sprachlichen Bezuges darf mit Sicherheit angenommen werden, dass der „Nienhagen“ wenige Kilometer weiter südwestlich nur wenige Jahre später entstanden ist. Somit sind die Anfänge Altenhagens und Hagenburgs beide in der Rodungsphase des 13. Jahrhunderts zu suchen.
Alte Bezeichnungen des Ortes sind um 1378 Hagenborch, 1431 Haghenborch und 1560 Hagenburch.
Die Hagenburg schließlich, die die Grafen zu Schaumburg errichteten, wurde 1378 erstmals urkundlich erwähnt. In deren Vorwerk entwickelte sich das heute noch erkennbare Straßendorf. Die Hagenhufenzeile „Nienhagen“ entlang der Schierstraße ist nicht mehr erkennbar.
Nachdem der Ort im Dreißigjährigen Krieg verwüstet wurde, entstand an der Stelle der Burg 1686 das heutige Schloss Hagenburg der Fürsten zu Schaumburg-Lippe. Zu dieser Zeit wurde Hagenburg Poststation bis 1860, dann verlief die Steinhuder Meer-Bahn durch den Ort. Von 1765 bis 1767 ließ Graf Wilhelm zu Schaumburg-Lippe im Steinhuder Meer die Insel-Festung Wilhelmstein errichten. Dazu ließ er einen Stichkanal vom Hagenburger Schloss bis zum Seeufer ausheben.
Im Jahre 1894 gab sich die Schützengesellschaft Statuten.
Die Gründung einer Freiwilligen Feuerwehr hatte man in Hagenburg bereits um 1900 ins Auge gefasst. Dieses Vorhaben verzögerte sich bis zum Jahr 1910. Dank der Initiative des „alten Schneidermeisters“ Heinrich Schaer (1862–1924) war es möglich, dass im April 1910 die Freiwillige Feuerwehr Hagenburg als dritte ländliche Feuerwehr im Fürstentum Schaumburg-Lippe (nach Bückeburg und Stadthagen) gegründet wurde. Im Jahr 1943 wurde die Löschgruppe Altenhagen mit der Feuerwehr Hagenburg vereinigt.
In der jüngeren Vergangenheit entwickelte sich Hagenburg zu einem attraktiven Wohnstandort. So haben sich die Einwohnerzahlen seit etwa 1990 durch Ausweisung großzügiger Wohngebiete von rund 3000 auf derzeit (2009) etwa 4600 Einwohner erhöht. Auch die Infrastruktur ist mitgewachsen. Mehrere Einkaufsmärkte, Ärzte, Zahnarzt, Kindergarten und Grundschule sind vor Ort zu finden, auch Handwerk und Gewerbe bietet der Ort Erweiterungsmöglichkeiten. Der Fremdenverkehr spielt eine immer größere Rolle. Während im Nachbarort Steinhude der Tourismus den Ortskern dominiert, bietet Hagenburg Wander- und Radfahrmöglichkeiten.
In Hagenburg findet jährlich am zweiten Juliwochenende ein Schützenfest statt, das die Schützengesellschaft von 1848 Hagenburg-Altenhagen e. V. auf dem Festplatz am Försterteich ausrichtet. Dabei bieten 80 Musiker der Bundeswehr ein abwechslungsreiches Musikrepertoire.

### Eingemeindungen
Am 1. Juli 1970 wurde die Gemeinde Altenhagen eingegliedert.

## Religion
Hagenburg ist seit der Reformation evangelisch. Später siedelten sich dort auch Familien jüdischen Glaubens an. Es gab eine eigene Synagoge in der Hainholzstraße. Vor Vertreibung und Deportation im Zweiten Weltkrieg lebten noch 17 Juden in Hagenburg. Heute sind rund 3000 Einwohner evangelisch und gehören zur Kirchengemeinde Altenhagen-Hagenburg mit der St.-Nicolai-Kirche, die rund 700 katholischen Einwohner gehören zur Pfarrgemeinde St. Bonifatius in Wunstorf. Die neuapostolische Gemeinde Hagenburg wurde der Gemeinde Wunstorf angeschlossen.

## Politik

### Gemeinderat
Der Rat der Gemeinde Hagenburg setzt sich aus 15 Ratsmitgliedern zusammen. Die Ratsmitglieder werden durch eine Kommunalwahl für jeweils fünf Jahre gewählt.
Bei vergangenen Kommunalwahlen ergaben folgende Sitzverteilungen:
| Wahljahr | CDU | SPD | WGH | GRÜNE | Gesamt   |
| 2021     | 7   | 4   | 2   | 2     | 15 Sitze |
| 2016     | 8   | 4   | 2   | 1     | 15 Sitze |
| 2011     | 7   | 5   | 2   | 1     | 15 Sitze |

Stand: Kommunalwahl am 12. September 2021

### Bürgermeister/Verwaltung
Bürgermeister ist seit November 2016 Dieter Eidtmann (CDU). Gemeindedirektor ist seit November 2021 Uwe Rintelmann.

### Wappen
Das Wappen wurde 1965 bewilligt, vorher verwendete die Gemeinde einfach das Kreiswappen. Der Wappenschild symbolisiert das örtliche Schloss. Es wurde im 14. Jahrhundert von den Grafen von Schaumburg errichtet und 1871–1873 renoviert. Der kleine Schild zeigt das frühere Kreiswappen des Kreises Schaumburg. Die Wellen stehen für das nahe Steinhuder Meer. Die beiden Zweige weisen darauf hin, dass für die Gründung des Ortes im 14. Jahrhundert Waldrodungen nötig waren.

## Kultur und Sehenswürdigkeiten

### Bauwerke
- St.-Nicolai-Kirche: 1869–1871 von Conrad Wilhelm Hase in neugotischen Formen erbaut.
- Schloss Hagenburg: 1686 errichtet und ab 1793 durch Clemens August von Vagedes im Stil des Klassizismus umgebaut.
- Ratskeller: Der zweigeschossige Fachwerkbau mit Dachreiter, dem ein örtliches Braurecht zugeordnet ist, wurde 1561 errichtet und 1987 renoviert. Das massive Erdgeschoss wurde in jüngerer Zeit mit Sandsteinplatten verkleidet.

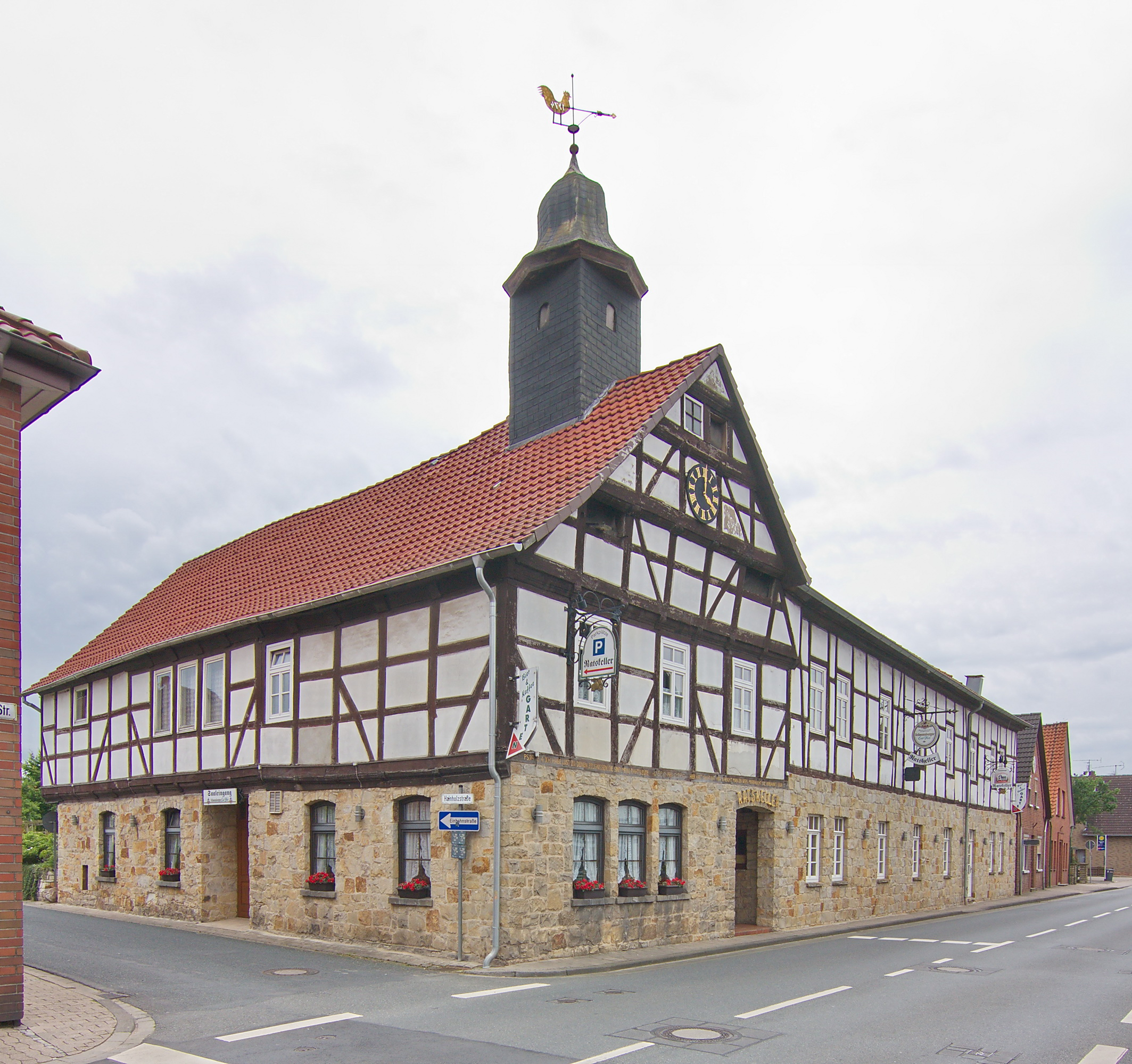
Ratskeller
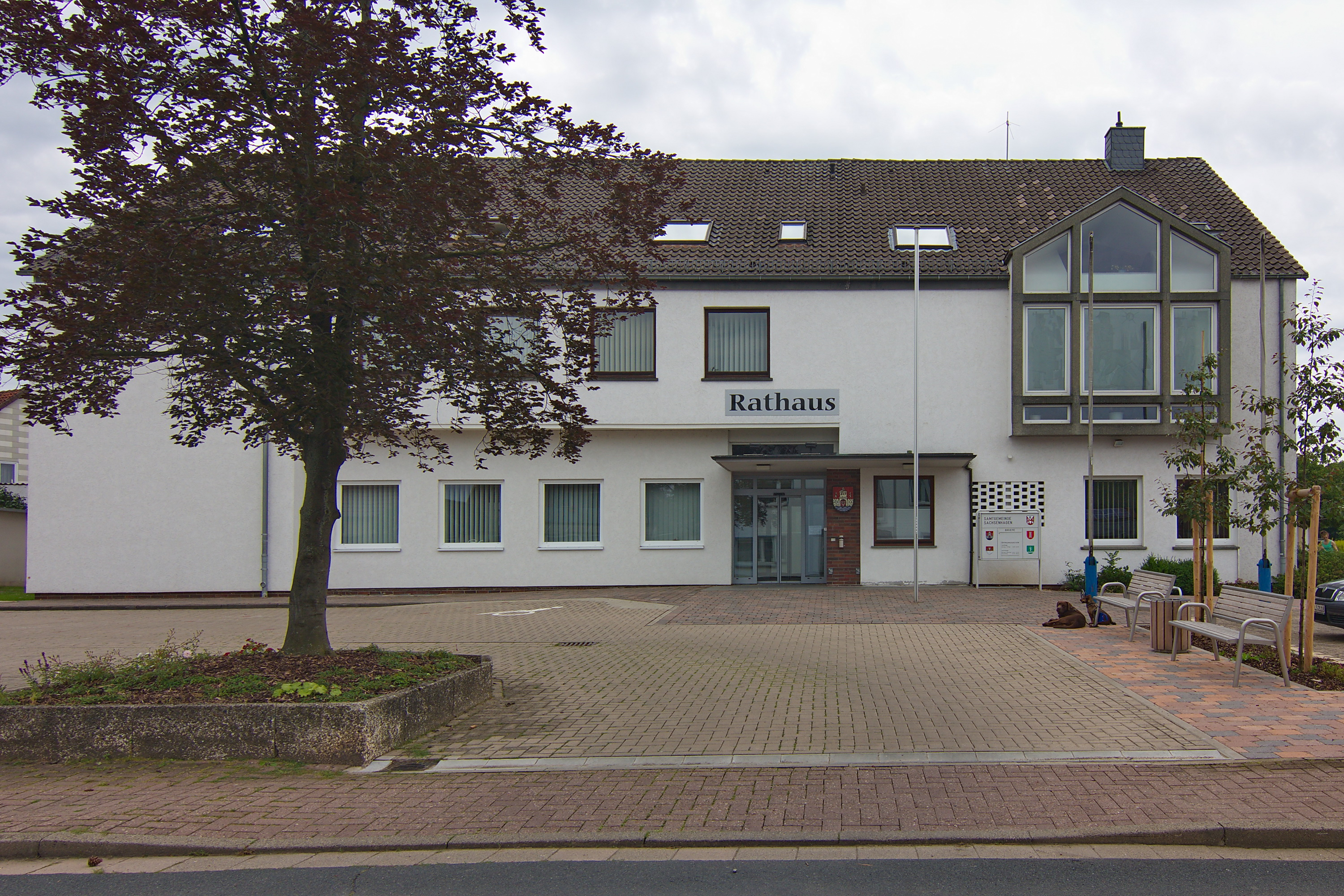
Rathaus Hagenburg
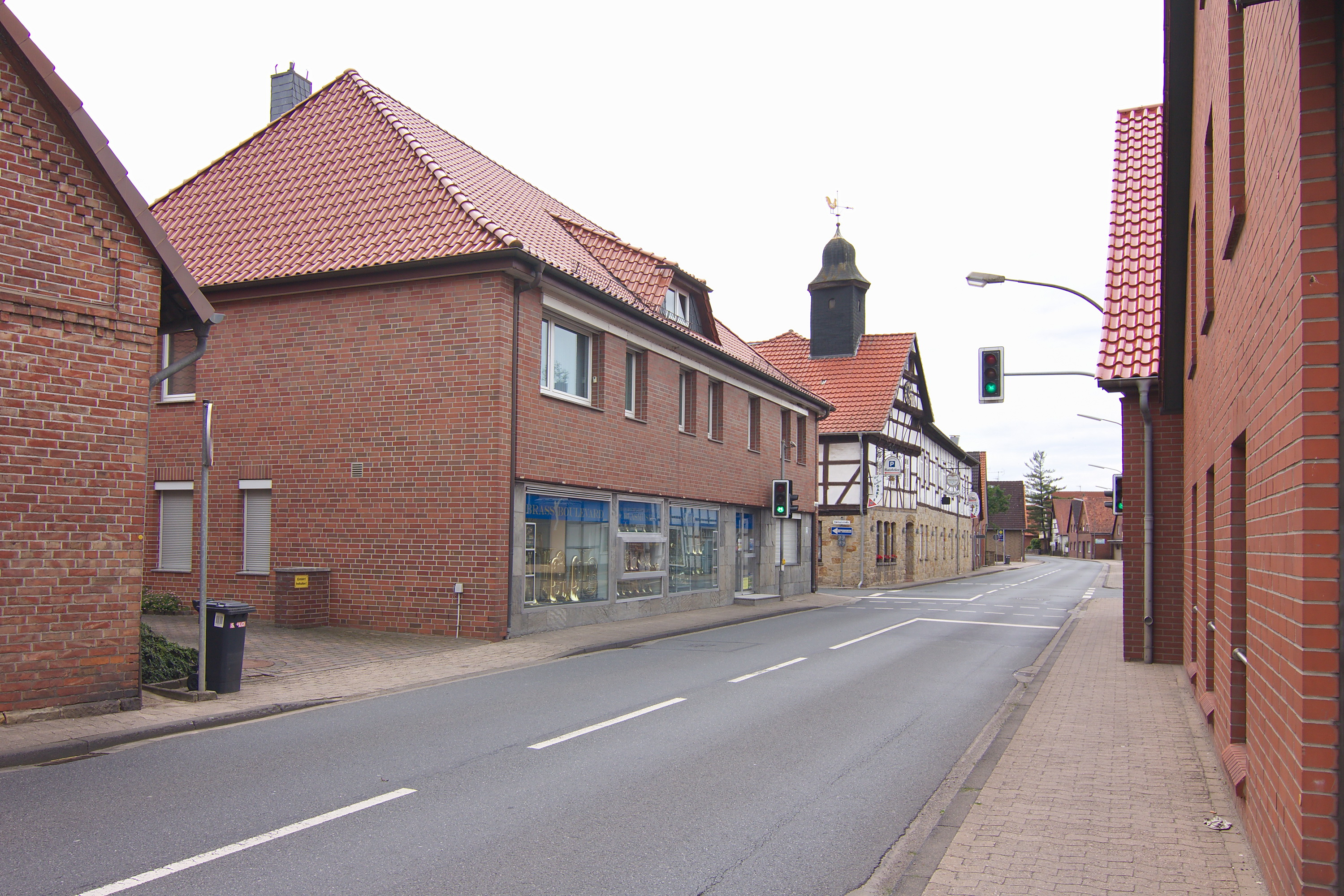
Ortsblick

### Museen
- Das Bergbaumuseum Schacht Weser mit Exponaten aus dem Stein- und Kalibergbau wurde 1997 auf dem Gelände des Schacht Weser eröffnet. Der Schacht Weser wurde zwischen 1907 und 1912 zur Förderung von Kalisalzen erschlossen. Er diente dann jedoch später bis heute als ausziehender Wetterschacht, in dem warme Grubenluft über eine knapp 2,5 km lange Verbindungsstrecke vom Bokeloher Kaliwerk Sigmundshall aufsteigt.[9]

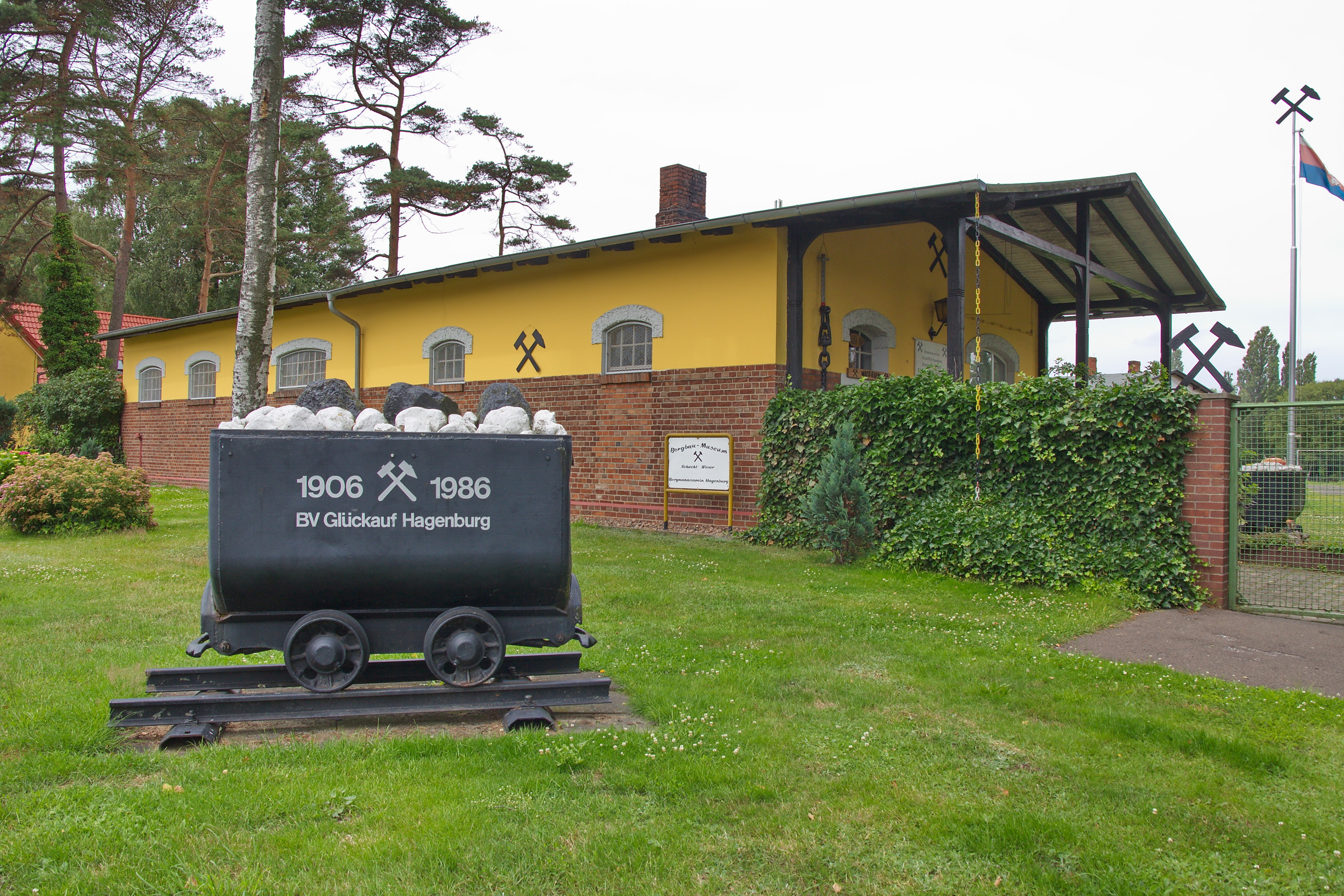
Bergbaumuseum
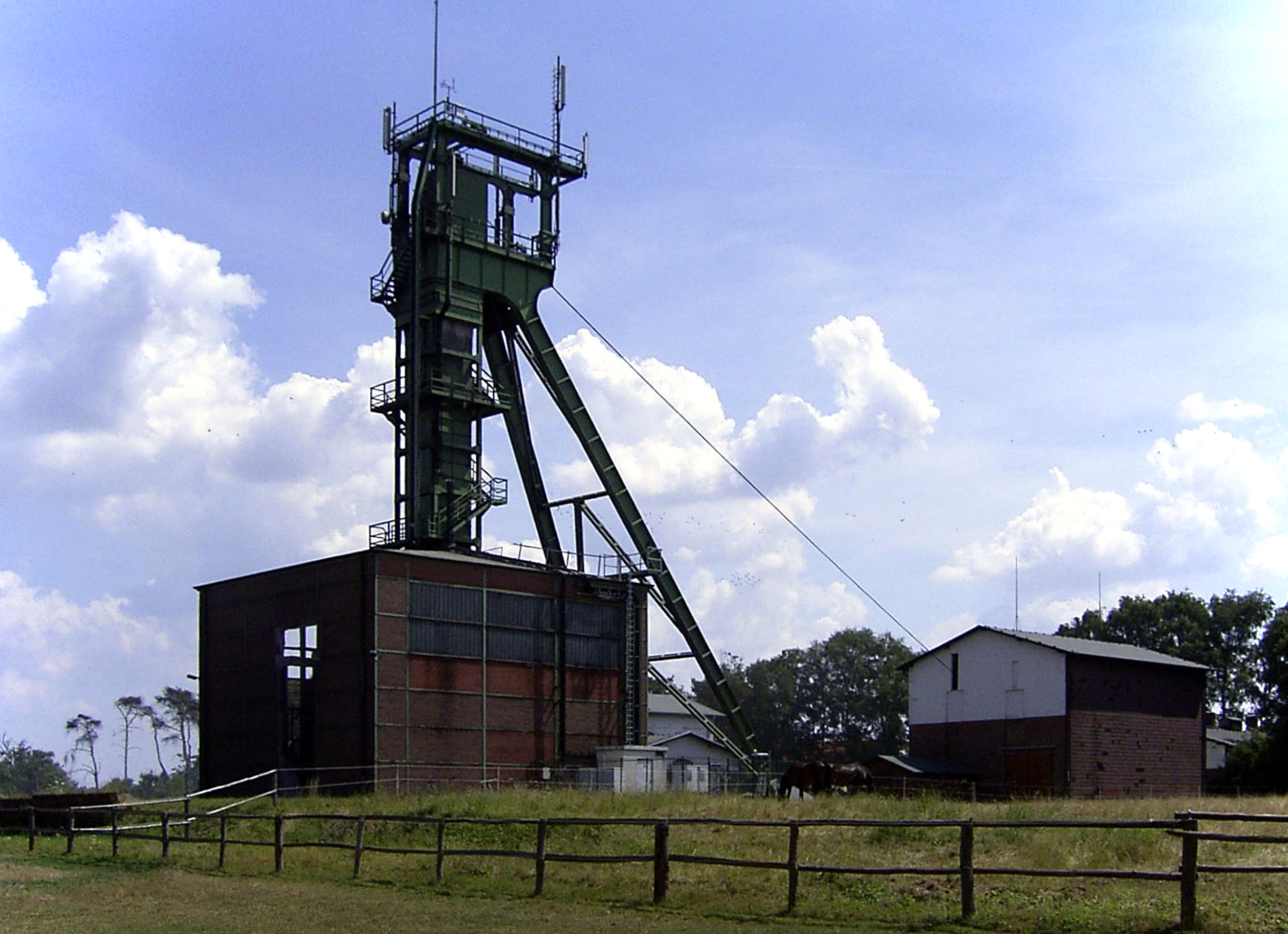
Wetterschacht Altenhagen
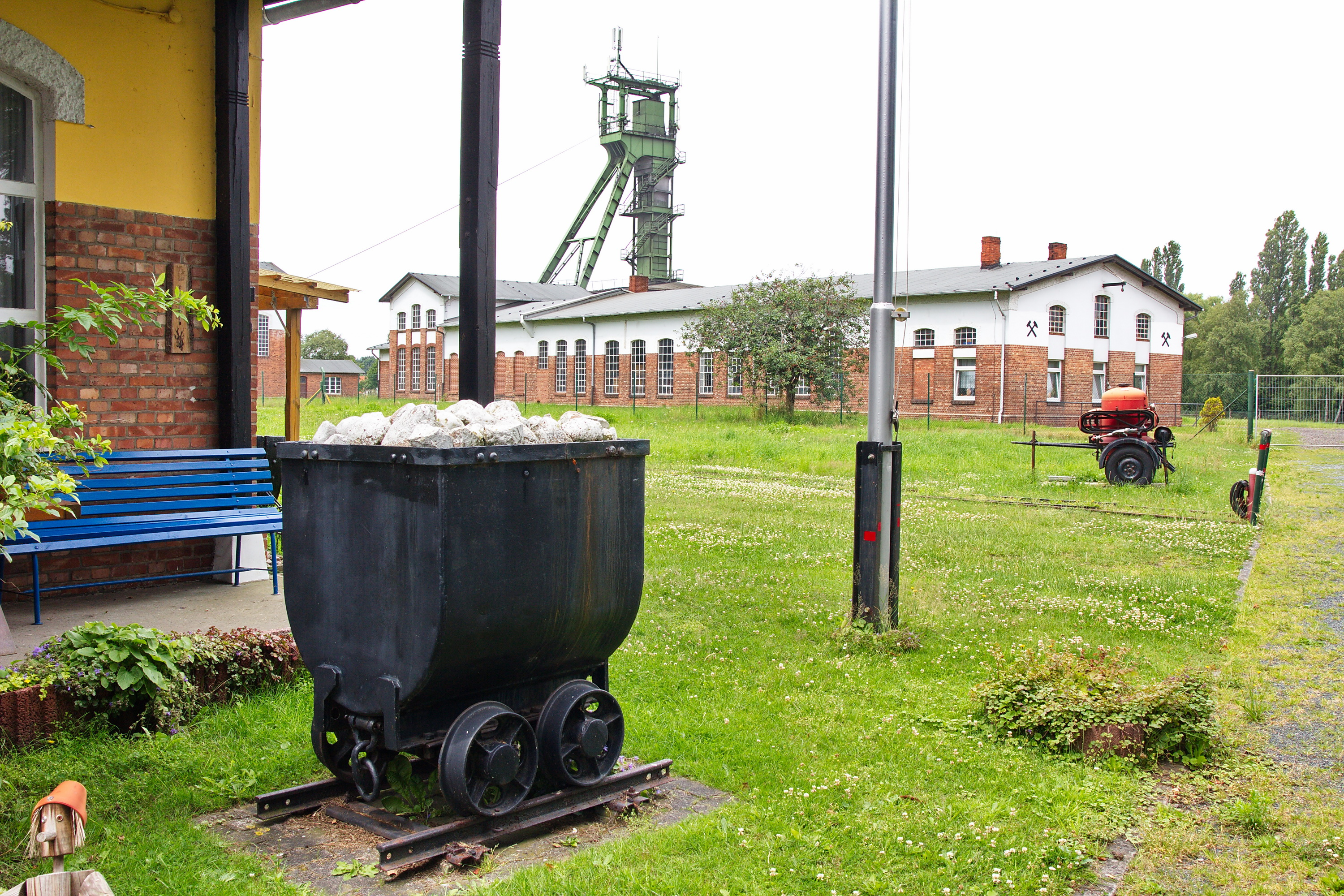
Museumsgelände

### Parks
- Schlosspark mit altem Baumbestand und einer Rhododendren-Allee
- Moorgarten, Schaugarten mit Hoch- und Niedermoorpflanzen
- Findlingsgarten mit einer Sammlung eiszeitlicher Gesteine
- Naturschutzgebiet Hagenburger Moor
- Naturpark Steinhuder Meer

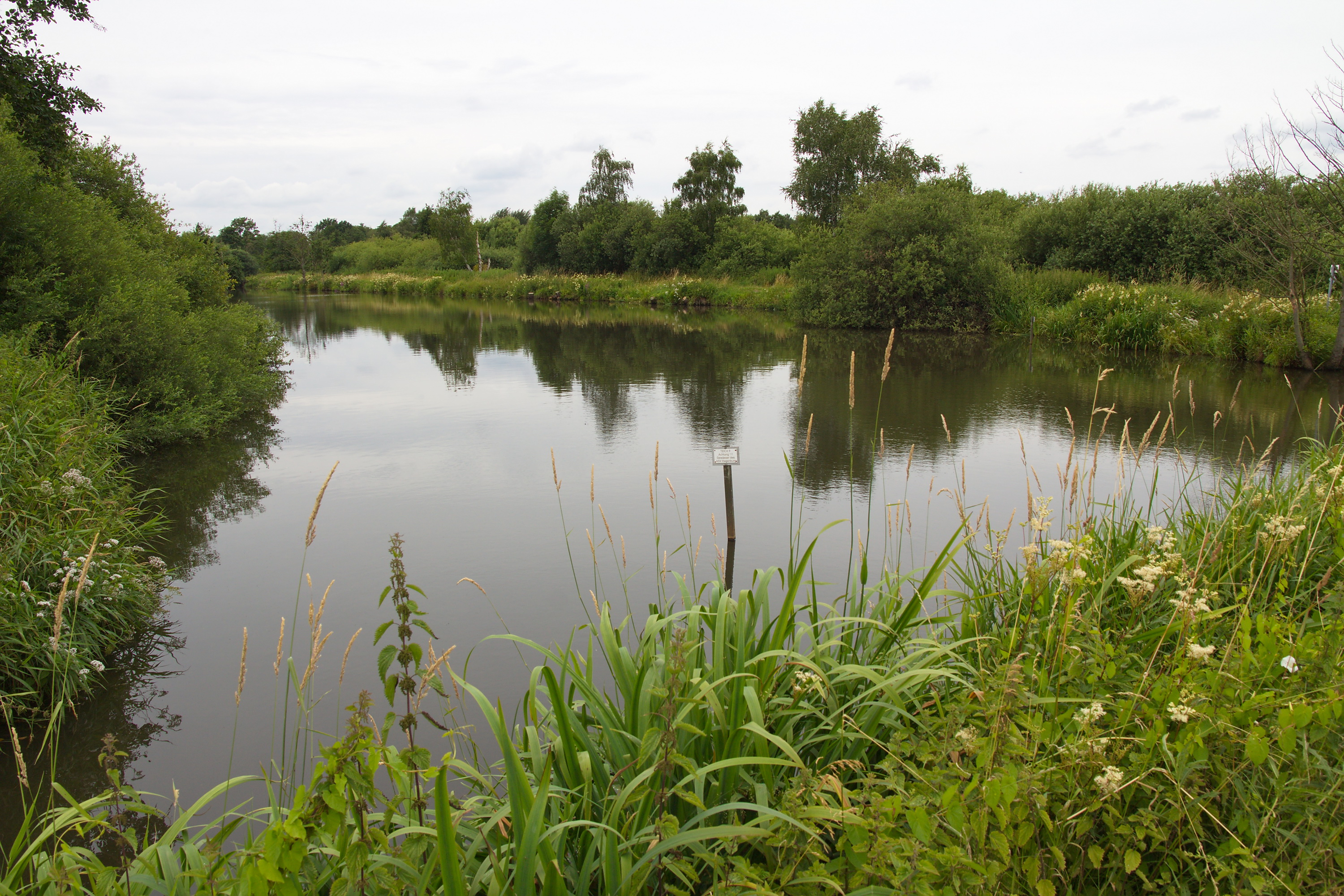
Angelteiche
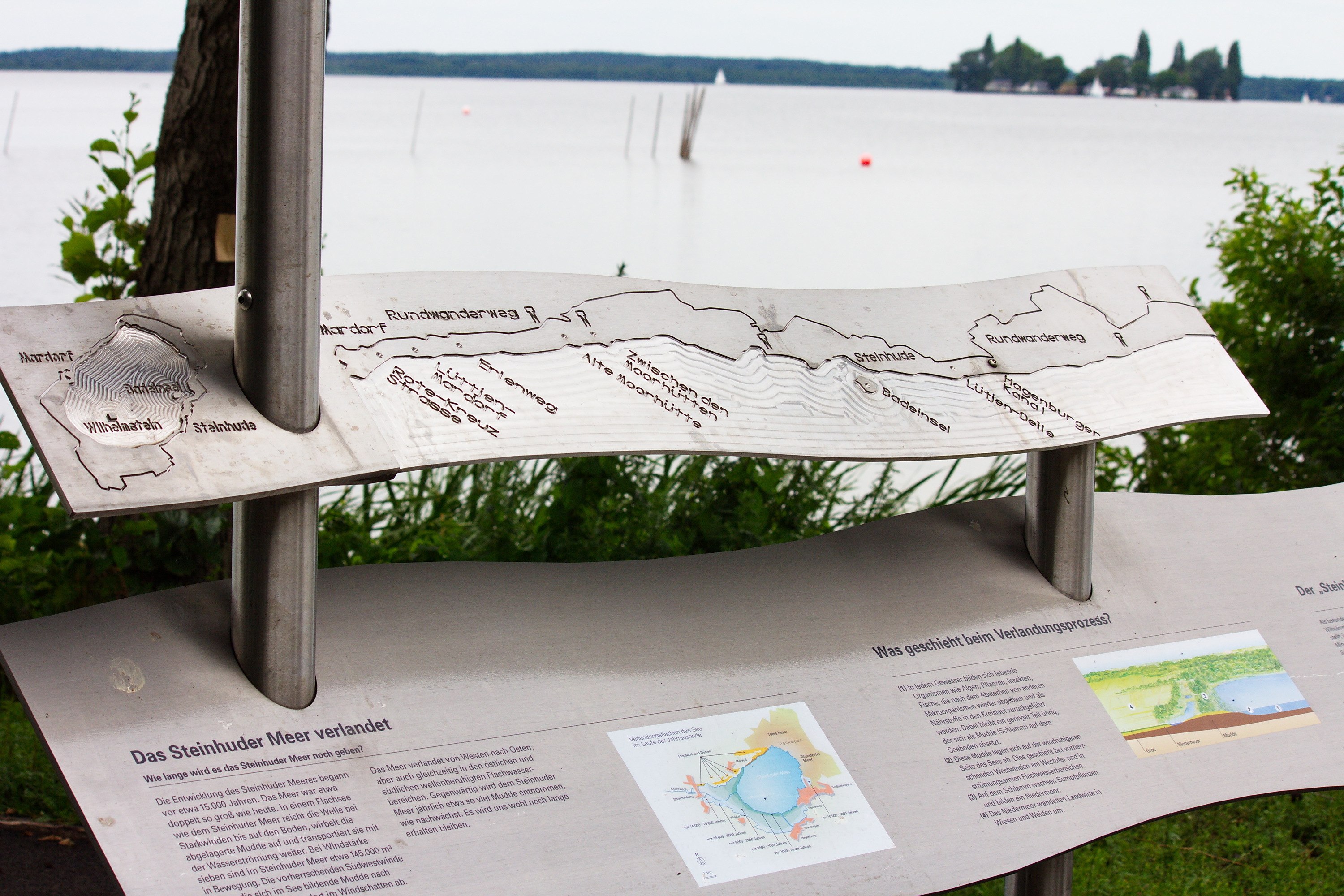
Infotafel am Steinhuder Meer
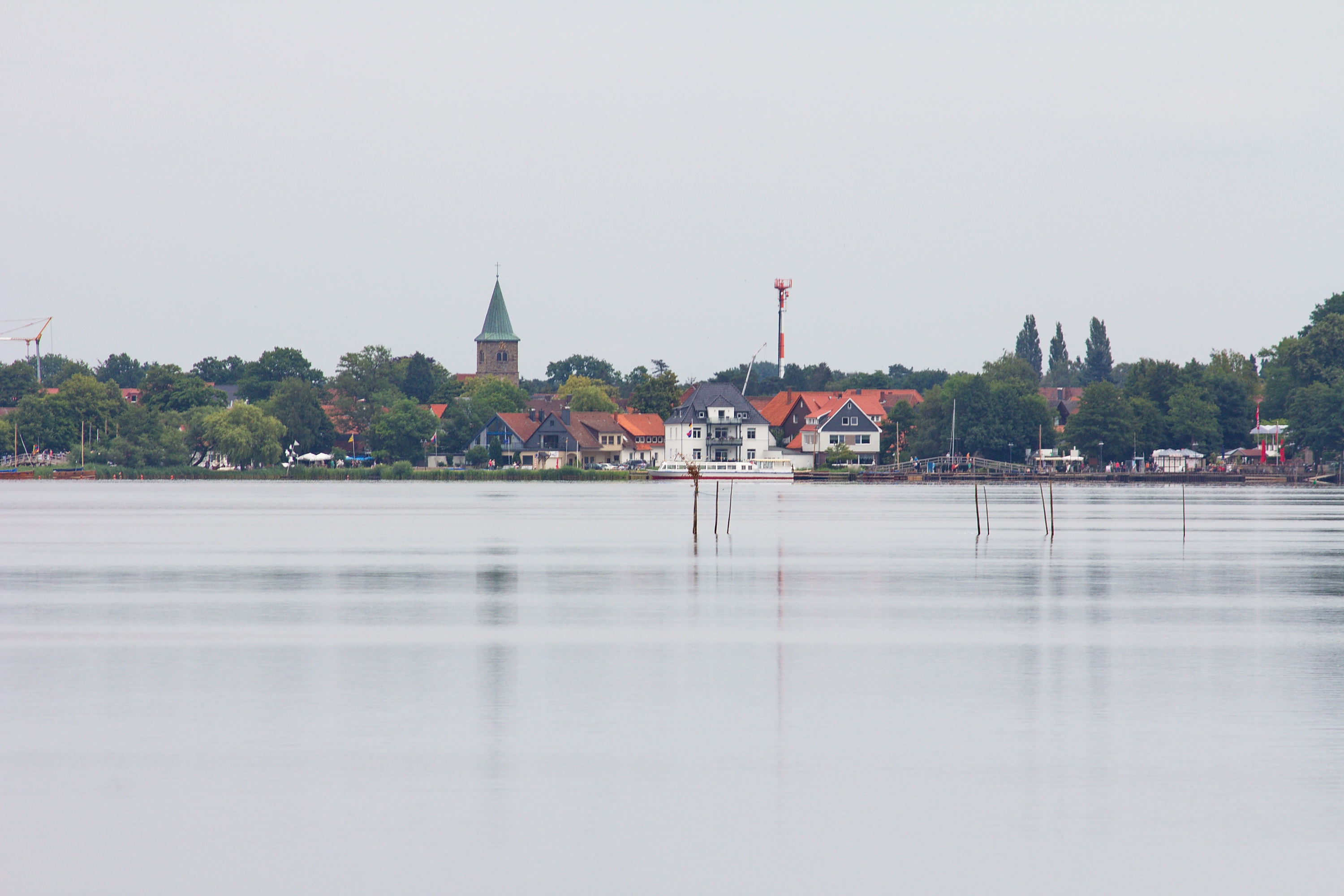
Blick nach Steinhude

### Musik
- Seit 1862 besteht der Männergesangverein Hagenburg.
- 1890 wurde die Liedertafel gegründet, der Verein besteht noch, der aktive Betrieb ruht aber.
- 1961 entstand aus dem Männergesangverein Altenhagen „Amicitia“ (gegr. 1892) der Gemischte Chor Altenhagen, später Altenhagen-Hagenburg „Meermusik“.
- Der Kinderchor der Wilhelm-Bock-Grundschule wurde 1986 gegründet. Er bestand bis 2007.
- Die Schützengesellschaft von 1848 Hagenburg-Altenhagen hat einen Spielmannszug.
- Die Kirchengemeinde verfügt über einen Kirchenchor und einen Posaunenchor, gemeinsam mit der Kirchengemeinde Sachsenhagen unter dem Namen „Sachsenhagenburg“.
- Außerdem besteht das Drum & Music Corps „Blue Bandits“.

## Wirtschaft und Infrastruktur

### Unternehmen
Am Breiten Graben und nördlich davon hat sich das Gewerbegebiet „Großes Moor“ entwickelt. In erster Linie haben sich hier Firmen angesiedelt, die angesichts der eng bebauten Ortslage keine Entwicklungsmöglichkeiten hatten. Der Einzelhandel hat sich an der Hauptstraße (Lange Straße) niedergelassen.

### Öffentliche Einrichtungen
- Die Ortsfeuerwehr Hagenburg-Altenhagen ist eine von zwei Stützpunktfeuerwehren der Samtgemeinde Sachsenhagen und sorgt für den abwehrenden Brandschutz und die allgemeine Hilfe insbesondere auf örtlicher Ebene.
- Sporthalle und Sportplatz
- Tennisplätze
- Yachthafen am Kanal
- modernes Schützenhaus

### Bildung
- Im vorschulischen Bereich sind zwei Kindergärten eingerichtet.
- Wilhelm-Bock-Schule (Grundschule), weiterführende Schulen befinden sich in Steinhude, Wunstorf, Lindhorst und Stadthagen.

### Verkehr
- Die Bundesstraße 441 führt nach Wunstorf, wo weitere Verkehrsverbindungen (Bahnhof, Autobahn) vorhanden sind.
- Busverbindungen bestehen nach Bad Rehburg, Stadt Rehburg, Sachsenhagen, Stadthagen und Wunstorf.

## Persönlichkeiten

### Ehrenbürger
Der Ort hat vier Ehrenbürger:
- Wolrad Prinz zu Schaumburg-Lippe (* 19. April 1887 in Stadthagen; † 15. Juni 1962 in Hannover), Unternehmer und SA-Sturmführer
- Carl Krüger (* 27. April 1875 in Hagenburg; † 3. August 1971 ebenda), Malermeister und langjähriger Bürgermeister
- Heinrich Tieste, langjähriges Rats- und Samtgemeinderatsmitglied
- Rudolf Nolte, langjähriges Rats- und Kreistagsmitglied

### Söhne und Töchter des Fleckens
- Heinrich Tieste (1815–1882), Geburtshelfer und Wundarzt
- Conrad Heinrich Bothe (1885–1963), Landwirt und Politiker (DNVP)
- Cord Bothe (1920–1987), Landtagsabgeordneter und Bürgermeister von Hagenburg (CDU)
- Philipp Ernst (1928–2003), Prinz zu Schaumburg-Lippe, geboren im Schloss Hagenburg

### Mit Hagenburg verbunden
- Udo Nix (1941–2022), ehemaliger Fußballspieler bei Hannover 96, begann seine sportliche Laufbahn als Jugendfußballer beim TSV Hagenburg
- Miguel Fernandez (* 1974), deutscher Autor, Cartoonist und Comiczeichner ist hier wohnhaft.
- Der Schriftsteller Philipp Winkler (* 1986) wuchs in Hagenburg auf.
- Gegen Ende des 19. Jahrhunderts ist wegen einer Heirat „unter Stand“ in der damaligen Schaumburg-Lippischen Fürstenfamilie der Familienzweig der „Grafen von Hagenburg“ entstanden. Sie sind heute in Süddeutschland zu Hause.